# Sannerville
Sannerville är en kommun i departementet Calvados i regionen Normandie i norra Frankrike. Kommunen ligger i kantonen Troarn som ligger i arrondissementet Caen. År 2022 hade Sannerville 1 884 invånare.

## Befolkningsutveckling
Antalet invånare i kommunen Sannerville
Referens:INSEE